# Wyeomyia caracula
Wyeomyia caracula är en tvåvingeart som beskrevs av Dyar och Nunez Tovar 1927. Wyeomyia caracula ingår i släktet Wyeomyia och familjen stickmyggor. Inga underarter finns listade i Catalogue of Life.